# Boukadir
Boukadir (în arabă بوقادير) este o comună din provincia Chlef, Algeria.
Populația comunei este de 51.340 de locuitori (2008).